# Gilberto Baroni
Gilberto Baroni (San Giorgio di Piano, 25 luglio 1913 – Bologna, 14 marzo 1999) è stato un vescovo cattolico italiano.

## Biografia
Nacque a Gherghenzano, frazione del comune di San Giorgio di Piano, in provincia ed arcidiocesi di Bologna, il 23 luglio 1913. Era cugino dell'arcivescovo Agostino Baroni.

### Formazione e ministero sacerdotale
Entrò in tenera età nel seminario arcivescovile di Bologna; studiò teologia presso la Pontificia Università Gregoriana.
Il 18 ottobre 1935 fu ordinato presbitero, nel santuario della Madonna di San Luca, dal cardinale Giovanni Battista Nasalli Rocca di Corneliano, allora arcivescovo di Bologna.
Dopo molti incarichi in Curia, fu pro-vicario generale, dal 1950 al 1952; dal 1952 al 1954 fu vicario generale dell'arcidiocesi.

### Ministero episcopale
Il 4 dicembre 1954 papa Pio XII lo nominò vescovo titolare di Tagaste ed ausiliare di Bologna. Il 27 dicembre seguente ricevette l'ordinazione episcopale dal cardinale Giacomo Lercaro, co-consacranti i vescovi Raffaele Baratta e Danio Bolognini.
In quanto vescovo partecipò, come padre conciliare, a tutte e quattro le sessioni del Concilio Vaticano II dal 1962 al 1965.
Il 30 maggio 1963 fu nominato da papa Giovanni XXIII vescovo di Albenga; succedette a Raffaele De Giuli, deceduto il 18 aprile precedente. Il 1º settembre dello stesso anno prese possesso della diocesi.
Il 27 marzo 1965 venne trasferito da papa Paolo VI alla diocesi di Reggio Emilia, dove succedette a Beniamino Socche, deceduto il 16 gennaio 1965. Il 6 giugno successivo prese possesso della diocesi.
Il 10 febbraio 1973 divenne anche vescovo della diocesi di Guastalla, di cui era già amministratore apostolico dal 1970, dopo la morte del vescovo Angelo Zambarbieri.
A Sassuolo nel 1975, ordinò sacerdote don Alfonso Ugolini (del quale è in corso il processo di beatificazione). Dal 1983 al 1991 suo vescovo ausiliare fu il futuro cardinale Camillo Ruini, da lui stesso ordinato vescovo il 29 giugno 1983.
Il 30 settembre 1986, all'unione giuridica delle due diocesi, diventò il primo vescovo di Reggio Emilia-Guastalla.
L'11 luglio 1989 papa Giovanni Paolo II accolse la sua rinuncia, presentata per raggiunti limiti di età; gli succedette Giovanni Paolo Gibertini, fino ad allora vescovo di Ales-Terralba. In quello stesso anno la città di Reggio Emilia gli conferì la cittadinanza onoraria.
Morì il 14 marzo 1999 a Bologna, all'età di 85 anni. Dopo i funerali, svoltisi nella cattedrale di Santa Maria Assunta di Reggio Emilia, fu sepolto nella sottostante cripta.
Il 10 novembre 2012 la città di Reggio Emilia gli dedica una via.

## Genealogia episcopale e successione apostolica
La genealogia episcopale è:
- Cardinale Scipione Rebiba
- Cardinale Giulio Antonio Santori
- Cardinale Girolamo Bernerio, O.P.
- Arcivescovo Galeazzo Sanvitale
- Cardinale Ludovico Ludovisi
- Cardinale Luigi Caetani
- Cardinale Ulderico Carpegna
- Cardinale Paluzzo Paluzzi Altieri degli Albertoni
- Papa Benedetto XIII
- Papa Benedetto XIV
- Papa Clemente XIII
- Cardinale Bernardino Giraud
- Cardinale Alessandro Mattei
- Cardinale Pietro Francesco Galleffi
- Cardinale Giacomo Filippo Fransoni
- Cardinale Carlo Sacconi
- Cardinale Edward Henry Howard
- Cardinale Mariano Rampolla del Tindaro
- Cardinale Gennaro Granito Pignatelli di Belmonte
- Cardinale Pietro Boetto, S.I.
- Cardinale Giuseppe Siri
- Cardinale Giacomo Lercaro
- Vescovo Gilberto Baroni

La successione apostolica è:
- Cardinale Camillo Ruini (1983)